# Facultad de Ciencias Médicas (Universidad de Buenos Aires)
La Facultad de Ciencias Médicas (anteriormente Facultad de Medicina) es una de las trece facultades que conforman la Universidad de Buenos Aires. Fue fundada en octubre de 1852 con tres cátedras, y los primeros médicos se graduaron en 1857.
Su sede principal, inaugurada en 1944, se encuentra en la calle Paraguay 2155, frente a la Plaza Houssay, en el barrio porteño de Recoleta. Actualmente, es una de las más concurridas, con más de 30.000 alumnos.

## Historia

### Sedes

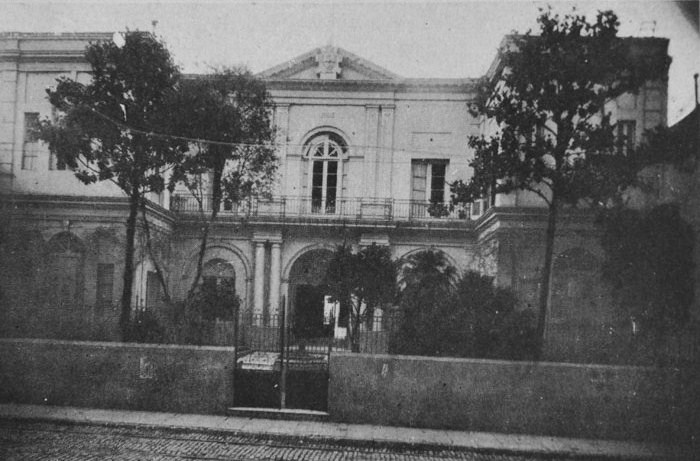
Antiguo edificio en la calle Humberto 1° 343, remodelado en 1926 para transformarse en la Escuela Rawson. La Facultad funcionó aquí entre 1858 y 1895.

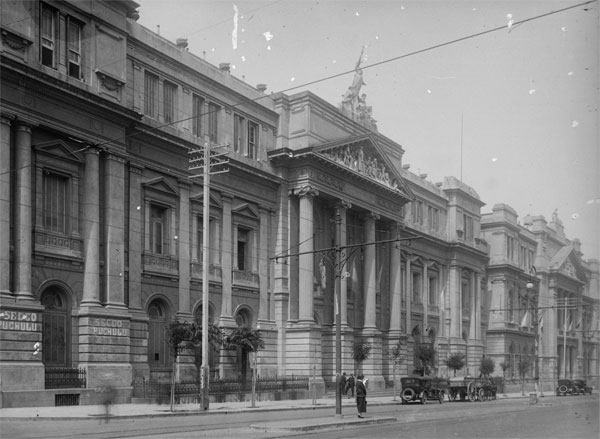
Las antiguas sedes de Medicina (el edificio al fondo creado por Francisco Tamburini en 1885 fue demolido y el central, creado el 27 de marzo de 1908, pasó a ser sede de la Facultad de Cs. Económicas en enero de 1945.

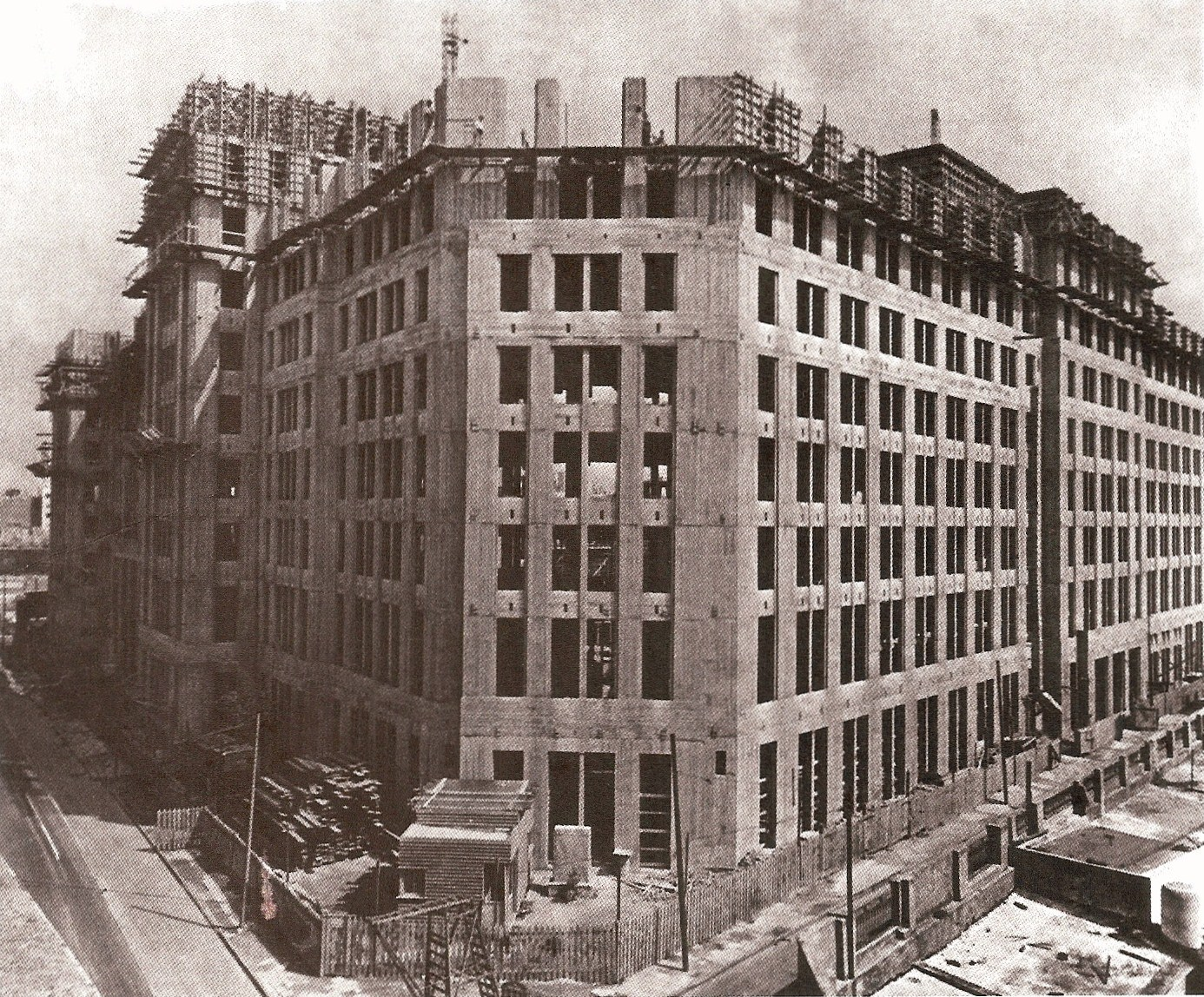
La sede actual en construcción (ca.1940)

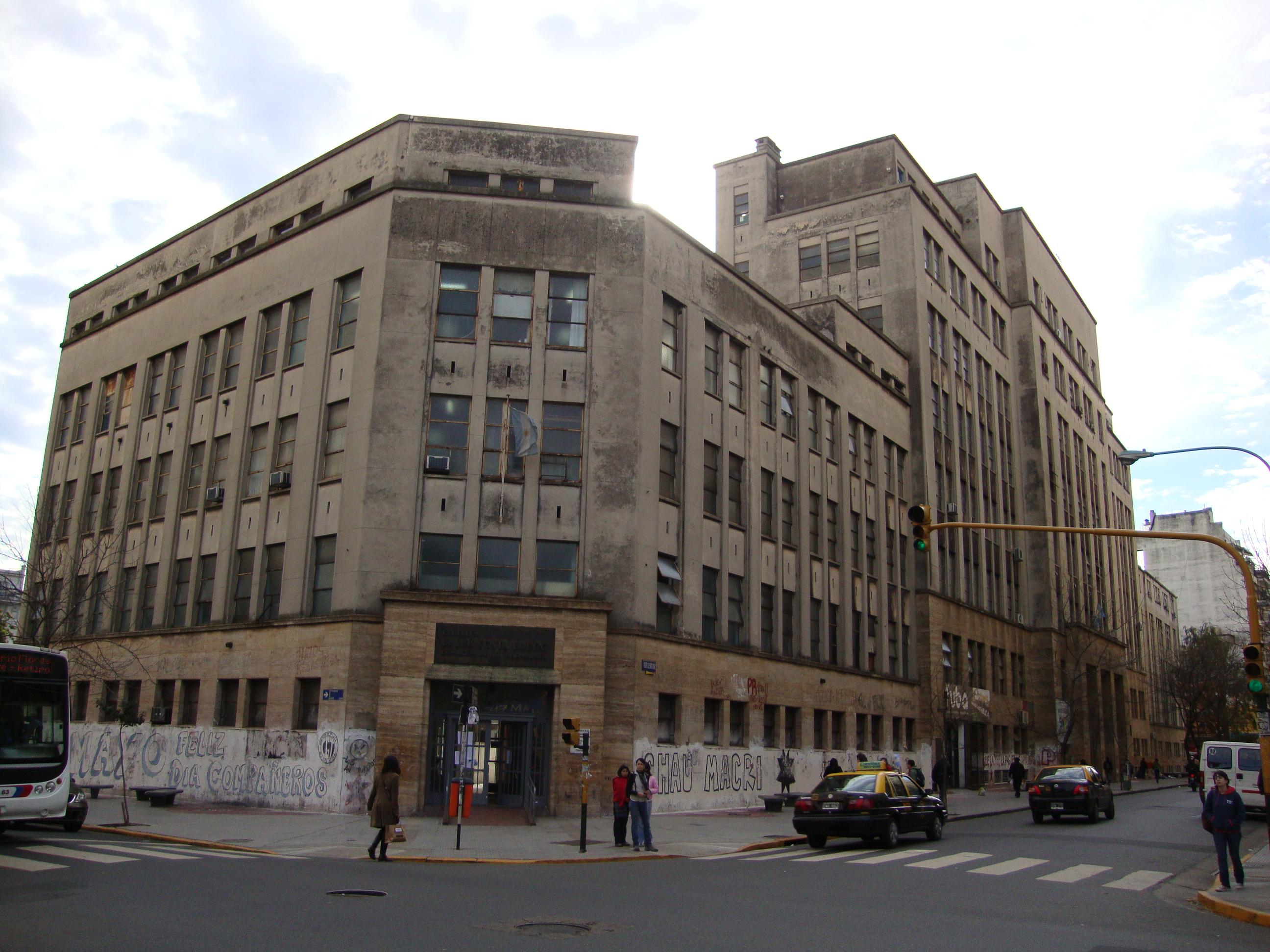
Pabellón Costa Buero

La Facultad de Medicina fue elevada a ese rango en 1852 siendo su primer rector el Dr. Juan Antonio Fernández (véase también Hospital Fernández). Tuvo su primera sede propia en el solar que hoy ocupa la Escuela Guillermo Rawson, en la calle Humberto 1° 343 del barrio de San Telmo, inaugurada en 1858. Este edificio era conocido en la época colonial como el “Protomedicato”, fundado en 1780 en terrenos que habían sido parte del Convento Betlemita, cuya iglesia está aún hoy en la vereda opuesta.
Con la inauguración en 1884 del Hospital de Buenos Aires (primer Hospital de Clínicas) a cargo de la UBA, en la manzana que hoy en día es la Plaza Houssay, el traslado de la Facultad de Medicina a un terreno enfrentado sobre la calle Córdoba fue una cuestión de practicidad. Este segundo edificio, proyectado por Francisco Tamburini, se inauguró en 1895. La sede antigua de la Facultad en San Telmo, pasó al Consejo Nacional de Educación, que la transformó en escuela primaria, función que todavía mantiene.
El 5 de julio de 1908 fue inaugurada en el terreno contiguo (avenida Córdoba esquina Junín) la ampliación, un edificio simétrico, proyectado por Gino Aloisi para dependencias como el Instituto de Medicina Legal y del Instituto de Anatomía Patológica y Parasitología, entre otras. Es el edificio que actualmente aloja a la Facultad de Ciencias Económicas.
Rápidamente quedaron obsoletos tanto el Hospital como la Facultad y ya en 1905 se proponía la construcción de un nuevo Policlínico que sirviera como Escuela para los estudiantes. El proyecto no prosperó, pero la iniciativa fue retomada por José Arce (futuro rector de la UBA), quien fue el máximo impulsor de la ley 11.333 que ordenó la reorganización de los edificios en el año 1926.
Con ese motivo fue creada una Comisión de médicos y arquitectos, presidida por Arce, que llevó adelante rápidamente un Concurso de Anteproyectos del cual participaron importantes estudios de arquitectura, como el de Calvo, Jacobs y Giménez, el de Sánchez, Lagos y de la Torre, el de Acevedo, Becú y Moreno y el reconocido Alejandro Bustillo. Sin embargo, el proyecto elegido como ganador fue el de Rafael Sammartino, y las obras comenzaron el 3 de marzo de 1939, a cargo de la constructora GEOPÉ.
El antiguo edificio de la Facultad proyectado por Tamburini fue demolido en 1937. La nueva sede de la Facultad de Ciencias Médicas se iría habilitando en etapas, la primera de ellas en el año 1944. Mientras tanto, el edificio de la avenida Córdoba, que no había sido demolido, fue transferido a la Facultad de Ciencias Económicas, aunque la Morgue Judicial permaneció en él.

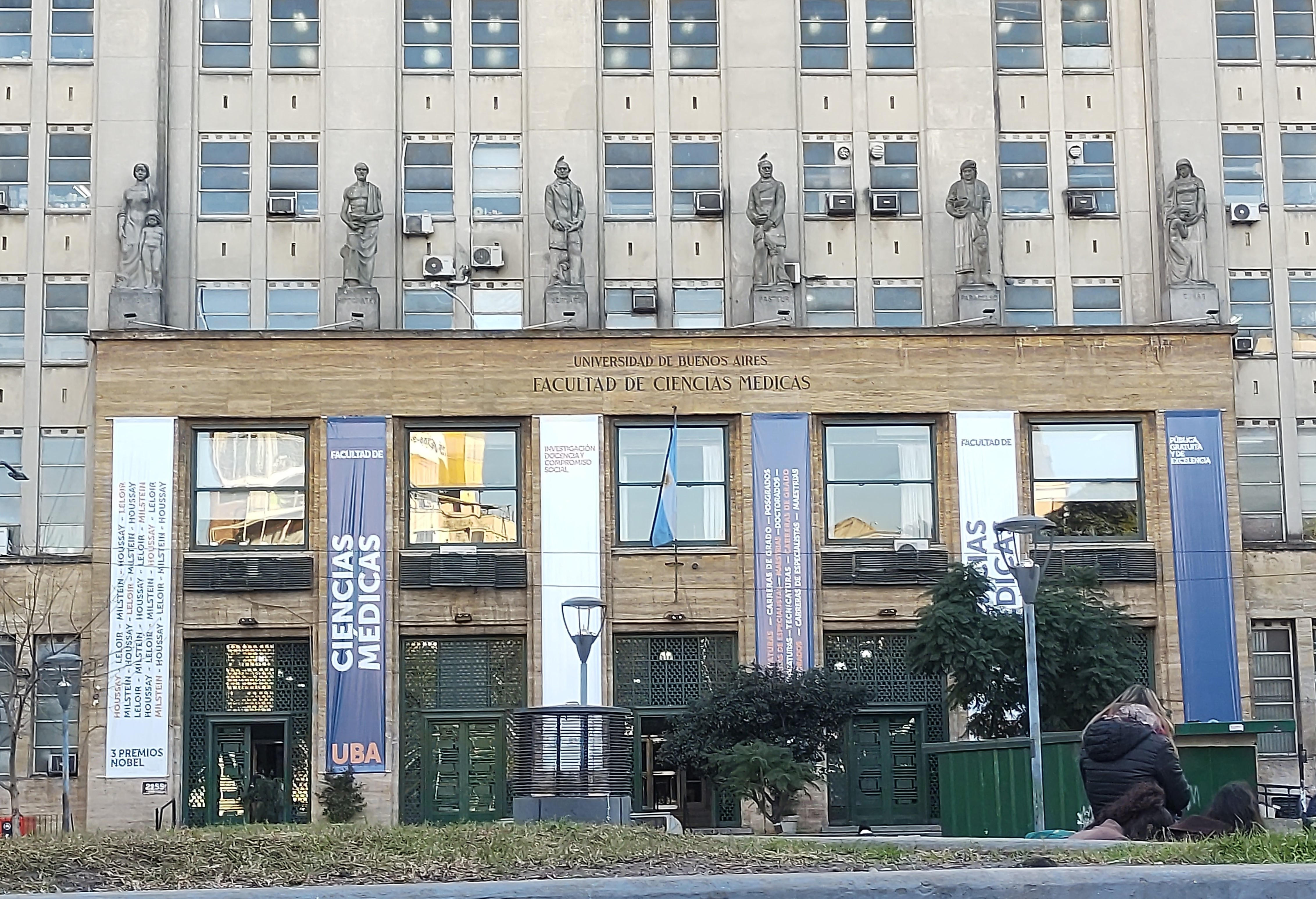
Facultad de Ciencias Médicas, entrada por Paraguay (2155)

El imponente proyecto original de Sammartino también contemplaba al nuevo Hospital de Clínicas, y a una tercera manzana de edificaciones —que no sería completada— cruzando la calle José E. Uriburu. Allí están el Pabellón Costa Buero, el Instituto de Anatomía Patológica “Telémaco Susini” (actual sede de la FUBA, de UBA XXI y otras dependencias) y el Instituto de Maternidad y Asistencia Social "Pedro A. Pardo" (vieja sede de la Facultad de Ciencias Sociales, antes de la inauguración de su sede en el barrio de Constitución). En el año 1975 comenzaron los trabajos de demolición del antiguo Hospital de Clínicas, y en 1980 se inauguró la Plaza Dr. Bernardo Houssay, proyectada por los paisajistas Pradial Gutiérrez, Aldo Maio Liberatori, y Román Wellington Peñalba.

## Oferta académica

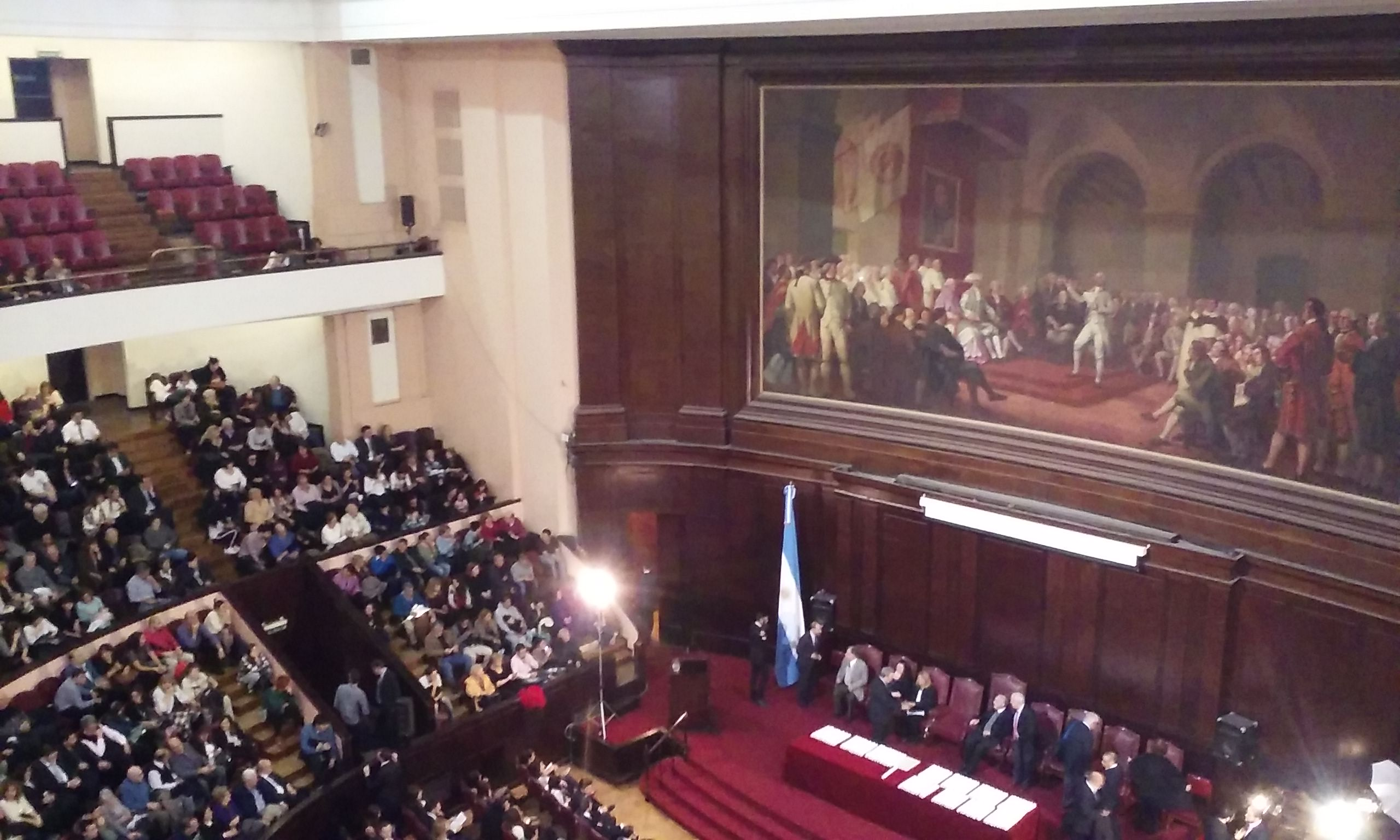
Aula magna del edificio en 2017.

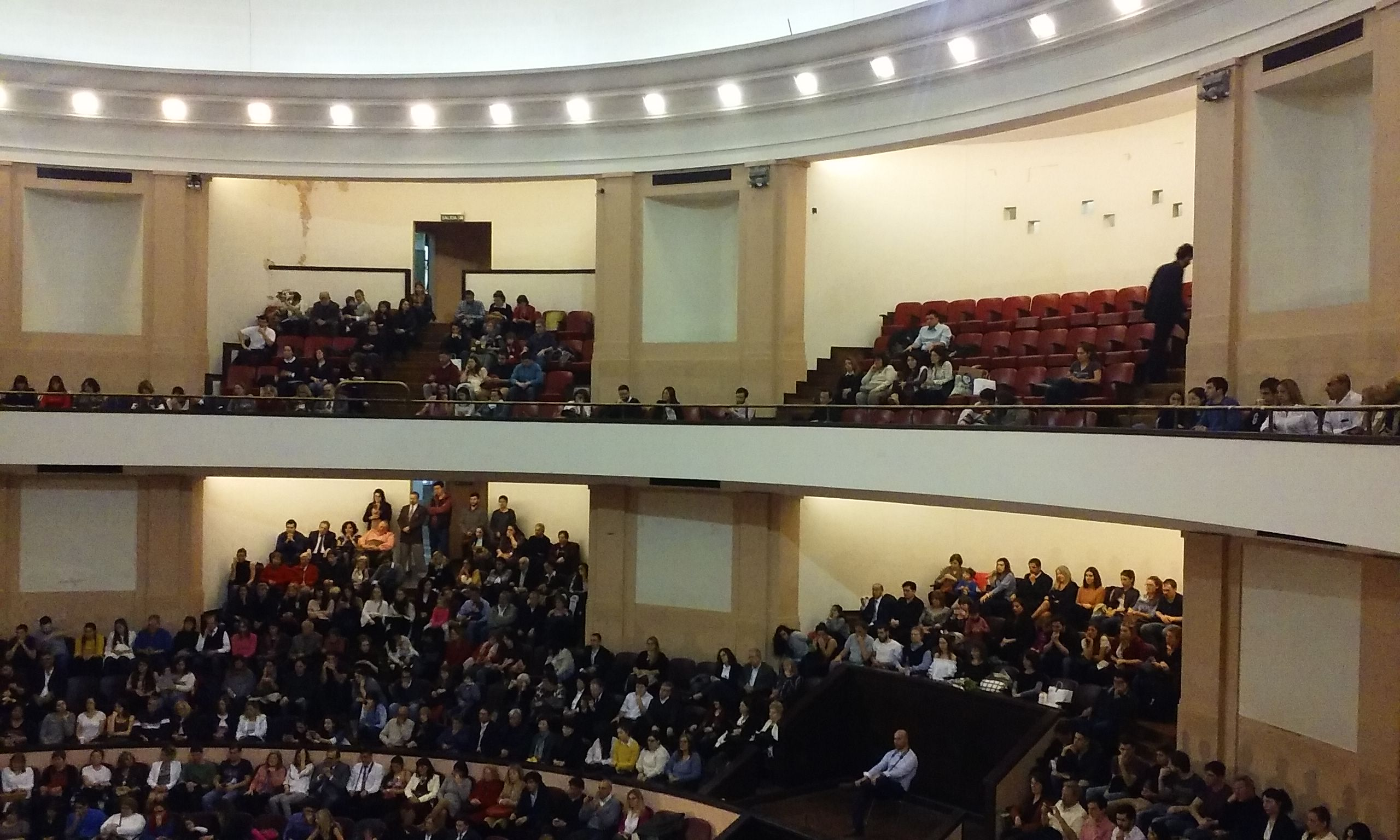
Palcos del aula magna.

### Carreras de grado
Se pueden cursar las siguientes carreras de grado:
- Medicina
- Licenciatura en Enfermería
- Licenciatura en Kinesiología y Fisiatría
- Licenciatura en Nutrición
- Licenciatura en Obstetricia
- Licenciatura en Fonoaudiología
- Licenciatura en Producción de Bioimágenes (1)

### Títulos de grado medio
Es posible además obtener títulos de grado medio como:
- Técnico en Anestesia
- Técnico en Podología(1)
- Técnico en Instrumentación Quirúrgica
- Técnico Radiólogo Universitario
- Técnico en Cosmetología Facial y Corporal
- Técnico en Hemoterapia e Inmunohematologia
- Técnico en Prácticas Cardiológicas

## Organización política

### Forma de gobierno
La Facultad de Medicina es una de las trece facultades que son parte integral de la Universidad de Buenos Aires. De acuerdo al Estatuto Universitario, el Gobierno de la Facultad está a cargo de un Decano y de un Consejo Directivo (art. 105).
En el Consejo Directivo están representados por los tres claustros de la Facultad: profesores, graduados y estudiantes. Hay ocho representantes por los profesores, cuatro por los graduados y cuatro por los estudiantes (art. 106). En el caso de la Facultad de Medicina, en el Consejo Directivo también está presente el claustro de No Docentes, con un representante que tiene voz pero no voto.
Los representantes del Claustro de Profesores duran cuatro años en sus funciones. 
Los representantes del Claustro de Graduados y de Alumnos duran dos años en sus funciones. 
En el caso de los consejeros graduados y los estudiantiles la elección se logra con voto directo. En el caso del claustro de profesores son únicamente los prefesores electos por concurso periódico de oposición y antecedentes,titulares y adjuntos quienes votan como profesores, pero los profesores eméritos y consultos pueden ser candidatos. El resto del plantel docente, que no es seleccionado con esa rigurosidad participa del claustro de graduados, ya que el Estatuto no los califica de profesores sino de auxiliares docentes: JTP(jefes de trabajo práctico), ayudantes primeros y ayudantes de segundos

## Premios Nobel

### Dr. Bernardo Houssay - Premio Nobel de Medicina 1947 - Profesor de la Facultad de Medicina[2][3]
Bernardo Alberto Houssay (Buenos Aires, 10 de abril de 1887 –  21 de septiembre de 1971) fue un médico y farmacéutico argentino. Por sus descubrimientos sobre el papel desempeñado por las hormonas pituitarias en la regulación de la cantidad de azúcar en sangre (glucosa), fue galardonado con el Premio Nobel de Medicina en 1947, siendo el primer latinoamericano laureado en Ciencias . Gracias a su trabajo, la fisiología fue la disciplina médica que mayor vigor y desarrollo tuvo en la Argentina.

### Dr. Luis Federico Leloir - Premio Nobel de Química 1970 - Profesor de la Facultad de Medicina y de la Facultad de Ciencias Exactas y Naturales[2][4]
Luis Federico Leloir (París, 6 de septiembre de 1906 - Buenos Aires, 2 de diciembre de 1987) fue un médico, bioquímico y farmacéutico argentino que recibió el Premio Nobel de Química en 1970 por sus investigaciones sobre los nucleótidos de azúcar, y el rol que cumplen en la fabricación de los hidratos de carbono. Tras su hallazgo se lograron entender de forma acabada los pormenores de la enfermedad congénita galactosemia.

### César Milstein - Premio Nobel de Medicina 1984 - ex Profesor de la Facultad de Medicina, egresado de la Facultad de Ciencias Exactas y Naturales.[2][5]
César Milstein (Bahía Blanca, 8 de octubre de 1927-Cambridge, 24 de marzo de 2002) fue un químico argentino nacionalizado británico, ganador del Premio Nobel de Medicina en 1984 otorgado por sus investigaciones sobre los anticuerpos monoclonales.

## Red de Hospitales Universitarios
Está integrada por los siguientes institutos:

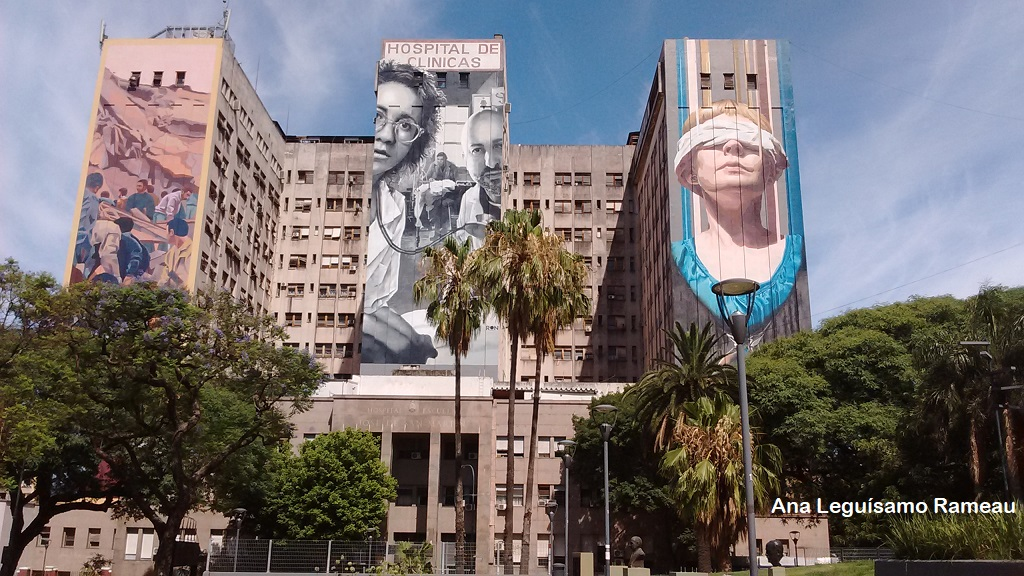
Hospital de Clínicas, Facultad de Ciencias Médicas de la Universidad de Buenos Aires.

- Hospital de Clínicas José de San Martín
- Instituto de Investigaciones Médicas Alfredo Lanari
- Instituto de Oncología Ángel Roffo
- Instituto de Tisioneumología Raúl Vaccarezza
- Instituto de Investigaciones Cardiológicas Prof. Dr. Alberto C. Taquini (ININCA)

## Institutos y Centros de Investigación
- Centro de Investigaciones en Genodermatosis y Epidermólisis Ampollar
- Centro de Investigaciones en Esclerosis Múltiples y Patologías Desmielinizantes (CIEM)
- Centro de Patología Experimental y Aplicada
- Centro Universitario para el Estudio y Tratamiento de la Hipertensión Arterial
- Centro de Enfermedades de Alzheimer y Estudios Cognitivos y sede del Congreso de Alzheimer Argentina

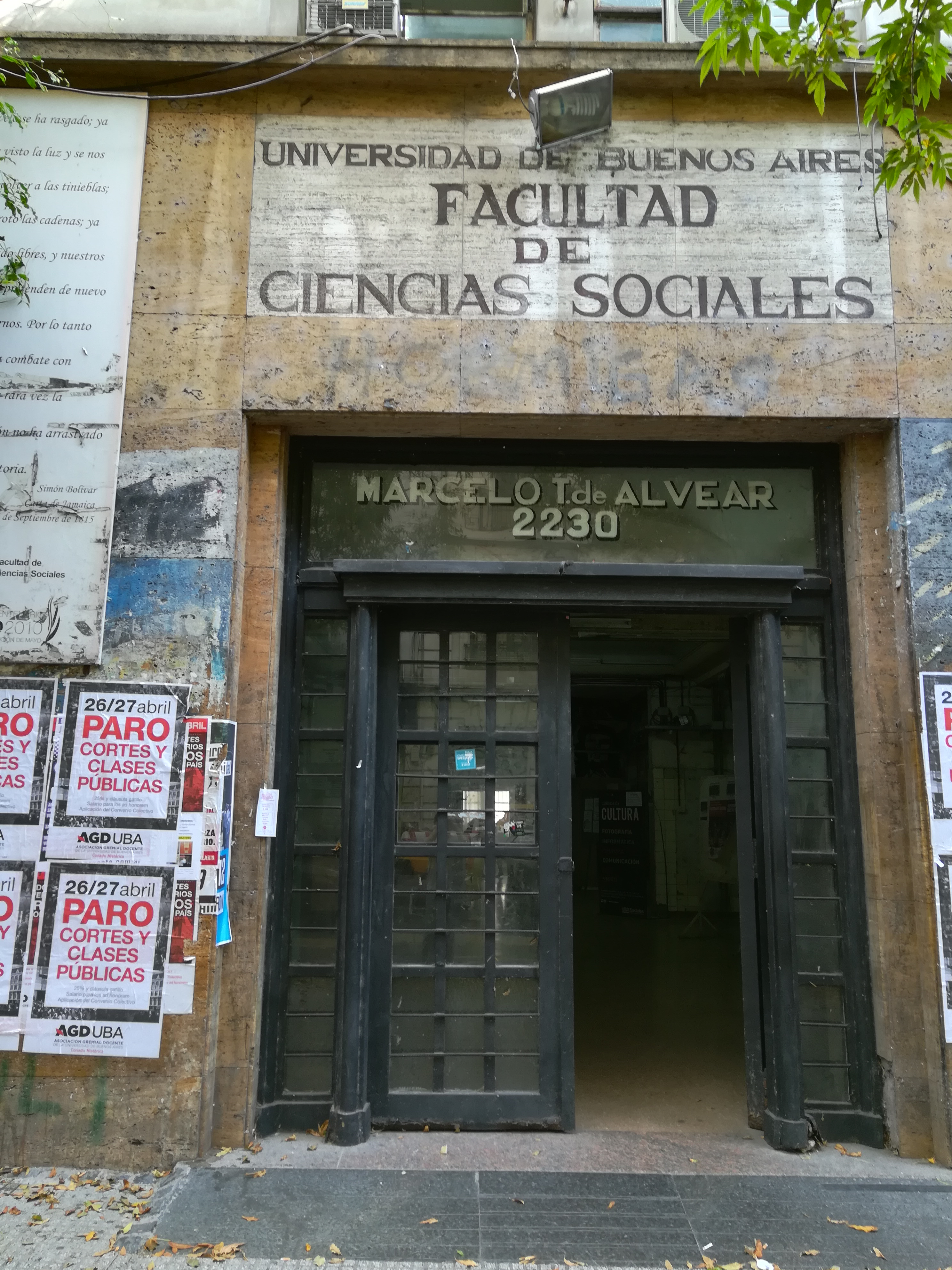
Edificio de Marcelo T. de Alvear 2230

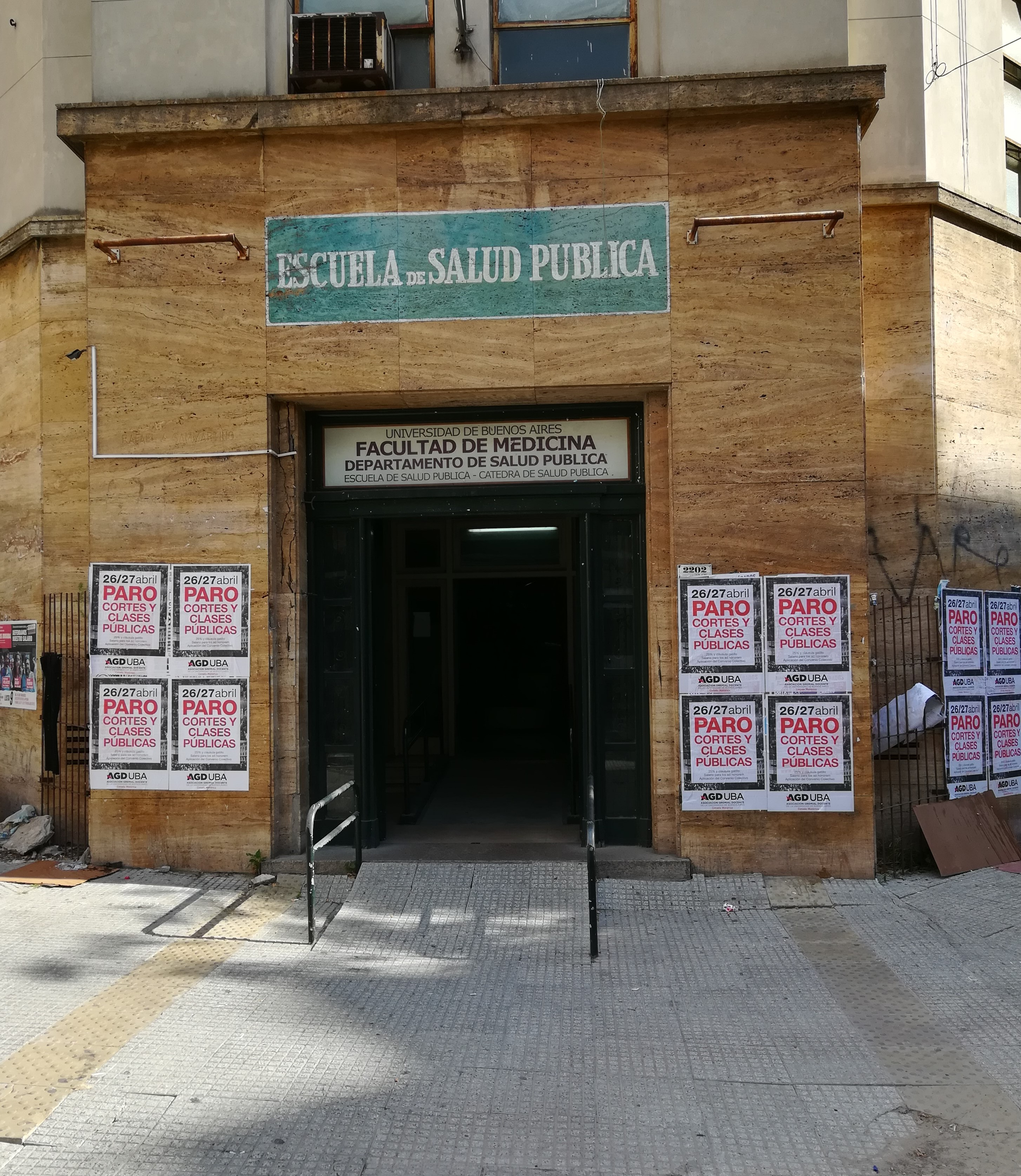
Escuela de Salud Pública de la Facultad de Medicina

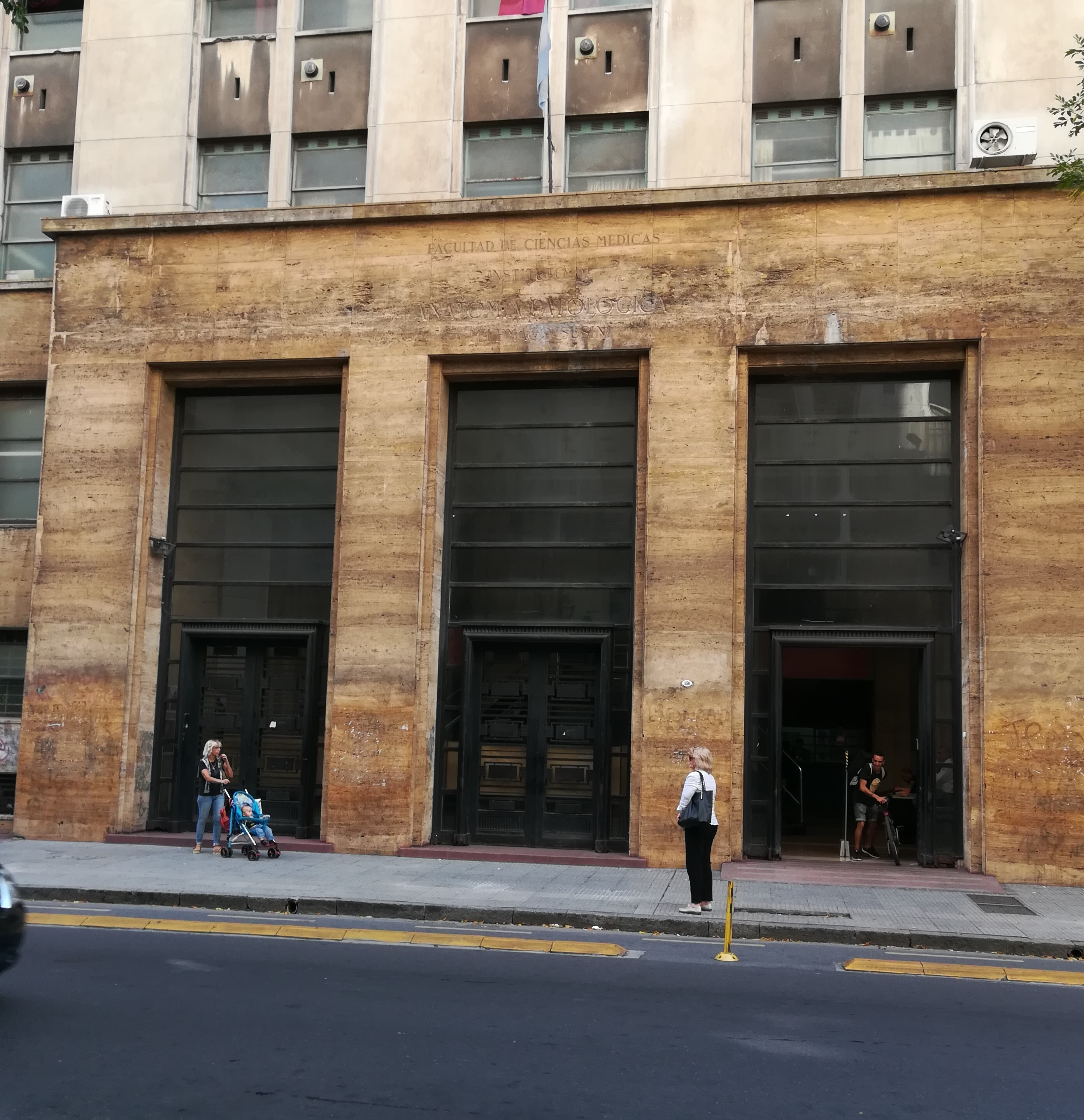
Edificio de Patología de la Facultad de Medina

- Centro de Neuropsiquiatría y Neurología de la Conducta
- Centro de Osteoporosis y Enfermedades Osteoarticulares
- Centro Universitario de Enfermedades Neuromusculares
- Centro de Farmacología Clínica e Investigaciones Clínico- Farmacológicas
- Centro de Investigación sobre Problemáticas Alimentarias Nutricionales (CISPAN)
- Centro Universitario para la Asistencia, Docencia e Investigación en Cirugía Invasiva Mínima (CUCIM)
- Centro Universitario de Neurología "Dr. José María Ramos Mejía"
- Centro Universitario Interdisciplinario para el Estudio de la Enfermedad de Chagas (CUNIDEC)
- Centro Universitario de Biosimulación Médica
- Centro de Arritmias Cardíacas
- Centro de Vigilancia y Seguridad de Medicamentos
- Centro Universitario de Educación y Simulación Médica Y Quirúrgica
- Centro Universitario de Neurocirugía
- Centro Universitario de Investigaciones en Telemedicina y e-salud
- Centro de Epistemología en Ciencias de la Salud
- Instituto de Bioética
- Instituto de Historia de la Medicina "Eliseo Cantón"
- Instituto de Salud Pública y Medicina Preventiva (Ex Instituto de Higiene y Medicina Preventiva)
- Instituto de Morfología J. J. Naón
- Instituto de Innovación Tecnológica en Ciencias de la Salud y Electromedicina
- Instituto de Farmacología
- Instituto de Investigaciones Cardiológicas “Prof. Dr. Alberto C. Taquini"
- Instituto de Cardiología